# PEGASE
PEGASE是法國在21世紀初開發的一個太空天文台的設計。它是將編隊飛行與雙孔徑的紅外望遠鏡相結合的干涉儀。三顆自由飛行的衛星將一起運行；一個光束組合器和兩個恆星穩定器。干涉儀的基線可以在50至500米之間調整。該任務的目標是研究熱木星（「pegasids」）、棕矮星和原行星盤的內部。該設計由法國國家太空研究中心開發，並早於2010-2012年就進行了發射的研究。然而，2005年研究的第0階段部分表明，它需要8到9年的時間才能開發出來。